# رزقة المشارقة
قرية رزقة المشارقة هي إحدى القرى التابعة لمركز ببا في محافظة بني سويف في جمهورية مصر العربية. حسب إحصاءات سنة 2006، بلغ إجمالي السكان في رزقة المشارقة 4027 نسمة، منهم 1988 رجل و2039 امرأة.